# Shirō Sasaki
Shirō Sasaki (佐々木 四郎, Sasaki Shirō), est un peintre japonais du XXe siècle, né en 1931 à Osaka, actif en Allemagne depuis 1961.

## Biographie
En 1956, il sort diplômé du département de peinture occidentale de Université des beaux-arts Tama à Tokyo.
En 1961, il part s'installer en Allemagne, où il restera définitivement. Il commence par passer deux ans à l'École des Beaux-Arts de Munich. Il poursuit sa formation à l'École des Beaux-Arts de Berlin, à partir de 1963.
Il figure dans diverses manifestations de groupe dont :
- en 1963, exposition des Jeunes Peintres Allemands à Wortsburg.
- en 1965, Berlin 65, et exposition des Peintres Japonais de l'Étranger au Musée d'art moderne de Tokyo.
- en 1970, Exposition Internationale de l'Amnistie à Berlin.

Depuis 1965, il fait par ailleurs plusieurs expositions particulières à Berlin et à Munich.